# Reserva nacional Roblería del Cobre de Loncha
La Reserva Nacional Roblería del Cobre de Loncha corresponde al área protegida más reciente a cargo de la Conaf en la Región Metropolitana de Santiago, siendo creada en 1996.
En cuanto a las regiones vegetacionales, la reserva cuenta con las de bosque esclerófilo y bosque caducifolio.

## Visitantes
Esta reserva recibe una cantidad muy reducida de visitantes cada año.
| Año         | 2007  | 2008  | 2009 | 2010 | 2011 | 2012 | 2013 | 2014 | 2015 | 2016 | 2017 | 2018 |
| ----------- | ----- | ----- | ---- | ---- | ---- | ---- | ---- | ---- | ---- | ---- | ---- | ---- |
| chilenos    | 1.589 | 1.079 | 633  | 420  | 446  | 514  | 568  | 630  | 313  | 256  | 156  | 154  |
| extranjeros | 0     | 0     | 0    | 6    | 0    | 0    | 0    | 0    | 0    | 0    | 0    | 0    |
| Total       | 1.589 | 1.079 | 633  | 426  | 446  | 514  | 568  | 630  | 313  | 256  | 156  | 154  |